# Adam Babicz
Adam Babicz (ur. 6 grudnia 1985 w Chrzanowie) – polski piłkarz ręczny grający na pozycji lewego rozgrywającego, w sezonie 2014/2015 zawodnik SPR Chrobry Głogów, wychowanek MTS-u Chrzanów. Od 2011 roku Reprezentant Polski kadry B. Jest mężem Agaty, polskiej siatkarki.

## Kariera klubowa
- 2002–2005 – MTS Chrzanów
- 2005–2006 – MKS Zagłębie Lubin
- 2006–2007 – SPR BRW Stal Mielec (wypożyczenie)
- 2007–2008 – MKS Zagłębie Lubin
- 2008–2013 – Tauron Stal Mielec
- 2013–2014 – KS Azoty-Puławy
- od 2014 – SPR Chrobry Głogów

## Osiągnięcia
- Mistrzostwa Polski
- 2005/2006:  3. miejsce z Zagłębie Lubin
- 2007/2008:  2. miejsce z Zagłębie Lubin
- 2011/2012:  3. miejsce z Tauronem Stalą Mielec

## Bilans klubowy w rozgrywkach ligowych
| Sezon     | Klub                | Liga            | Mecze | Bramki | 2 min | U  |
| 2002/2003 | MTS Chrzanów        | 1. Liga         | 13    | 7      | 0     | 1  |
| 2003/2004 | MTS Chrzanów        | 1. Liga         | 16    | 39     | 9     | 3  |
| 2004/2005 | MTS Chrzanów        | 1. Liga         | 22    | 99     | 18    | 12 |
| 2005/2006 | MKS Zagłębie Lubin  | PGNiG Superliga | 10    | 5      | 1     | 0  |
| 2006/2007 | SPR BRW Stal Mielec | PGNiG Superliga | 28    | 107    | 22    | 0  |
| 2007/2008 | MKS Zagłębie Lubin  | PGNiG Superliga | 16    | 15     | 9     | 6  |
| 2008/2009 | SPR BRW Stal Mielec | PGNiG Superliga | 28    | 87     | 16    | 6  |
| 2009/2010 | SPR BRW Stal Mielec | 1. Liga         | 22    | 134    | 13    | 8  |
| 2010/2011 | SPR BRW Stal Mielec | PGNiG Superliga | 33    | 152    | 12    | 11 |
| 2011/2012 | Tauron Stal Mielec  | PGNiG Superliga | 27    | 92     | 12    | 11 |
| 2012/2013 | Tauron Stal Mielec  | PGNiG Superliga | 26    | 93     | 9     | 5  |
| 2013/2014 | KS Azoty-Puławy     | PGNiG Superliga | 27    | 88     | 3     | 4  |
| 2014/2015 | SPR Chrobry Głogów  | PGNiG Superliga | 28    | 141    | 7     | 5  |
| 2015/2016 | SPR Chrobry Głogów  | PGNiG Superliga | 26    | 96     | 9     | 3  |
|           |                     | RAZEM           | 322   | 1155   | 140   | 75 |

## Mecze i bramki w reprezentacji
| Mecze i gole w reprezentacji | Mecze i gole w reprezentacji | Mecze i gole w reprezentacji | Mecze i gole w reprezentacji | Mecze i gole w reprezentacji | Mecze i gole w reprezentacji | Mecze i gole w reprezentacji |
| lp.                          | Data                         | Miasto                       | Mecz                         | Wynik                        | Gol                          |                              |
| ---------------------------- | ---------------------------- | ---------------------------- | ---------------------------- | ---------------------------- | ---------------------------- | ---------------------------- |
| 1.                           | 28.10.2010                   | Wągrowiec                    | Polska B – Włochy A          | 37:36 (16:12)                | 4                            |                              |
| 2.                           | 29.10.2010                   | Wągrowiec                    | Polska B – Czechy B          | 29:30 (14:13)                | 1                            |                              |
| 3.                           | 30.10.2010                   | Wągrowiec                    | Polska B – Norwegia B        | 36:27 (16:14)                | 8                            |                              |
| 4.                           | 18.12.2010                   | Zielona Góra                 | Polska B – Rumunia B         | 36:26 (17:12)                | 2                            |                              |
| 5.                           | 19.12.2010                   | Żagań                        | Polska B – Rumunia B         | 26:26 (12:16)                | 0                            |                              |
| 6.                           | 10.03.2011                   | Wągrowiec                    | Polska B – Belgia            | 35:26 (19:15)                | 3                            |                              |
| 7.                           | 11.03.2011                   | Wągrowiec                    | Polska B – Turcja            | 29:24 (13:12)                | 7                            |                              |
| 8.                           | 12.03.2011                   | Wągrowiec                    | Polska B – Norwegia B        | 23:25 (15:10)                | 3                            |                              |
|                              |                              |                              |                              | RAZEM                        | 28                           |                              |